# Pieczarka purpurowobrązowa

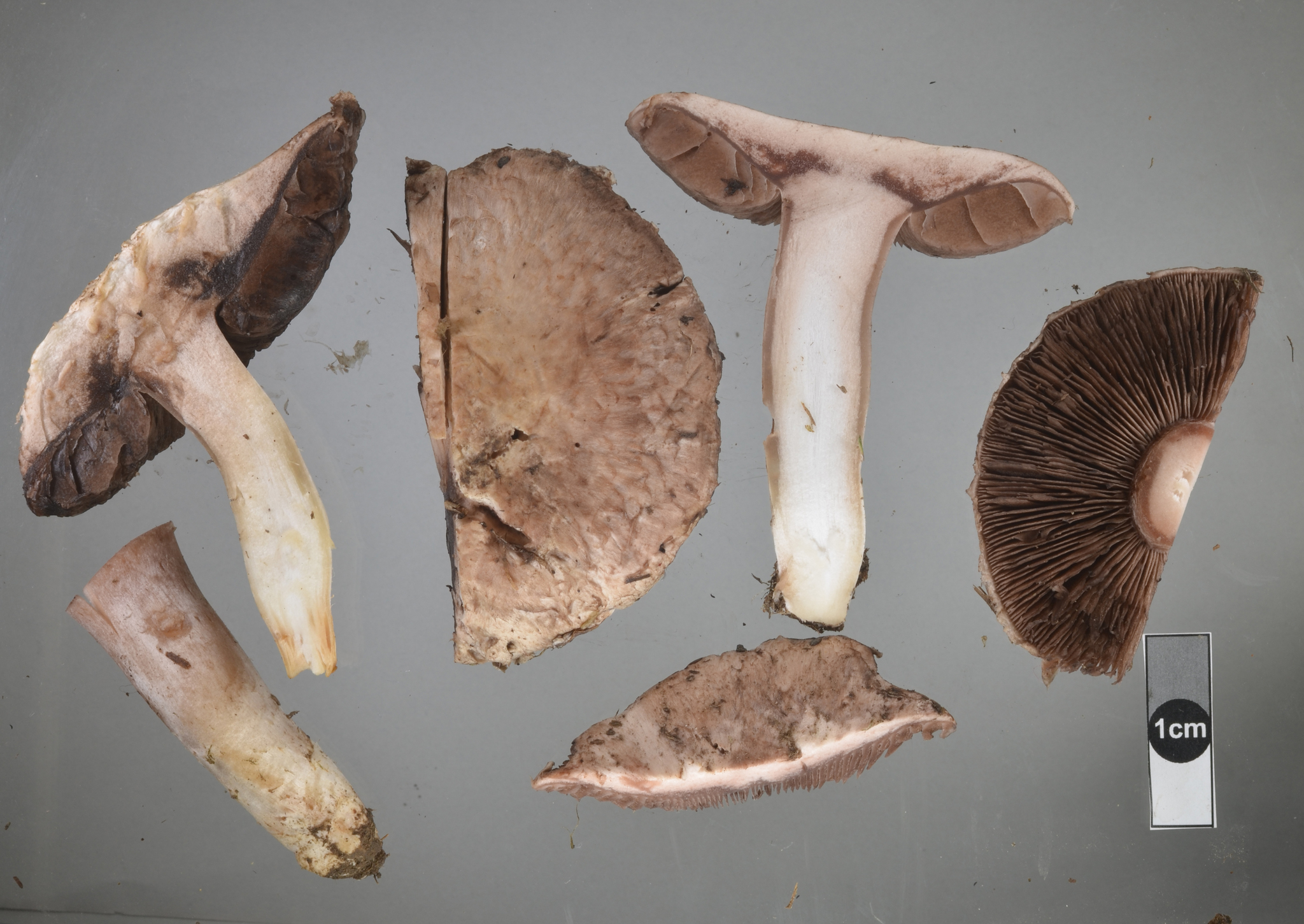

Pieczarka purpurowobrązowa (Agaricus cupreobrunneus (Jul. Schäff. & Steer) Pilát) – gatunek grzybów z rodziny pieczarkowatych (Agaricaceae).

## Systematyka i nazewnictwo
Pozycja w klasyfikacji według Index Fungorum: Agaricus, Agaricaceae, Agaricales, Agaricomycetidae, Agaricomycetes, Agaricomycotina, Basidiomycota, Fungi.
Po raz pierwszy opisali go w 1939 r. Julius Schäffer i Steer jako odmianę pieczarki łąkowej, nadając mu nazwę Psalliota campestris var. cupreobrunnea. Obecną nazwę nadał mu Albert Pilát w 1951 r. Synonimy:
- Psalliota campestris var. cupreobrunnea Jul. Schäff. & Steer 1939
- Psalliota cupreobrunnea (Jul. Schäff. & Steer) F.H. Møller 1950[2].

Nazwę polską zaproponował Władysław Wojewoda w 2003 r.

## Morfologia
Bazydiokarp raczej mały. Kapelusz czerwono-brązowy, łuskowaty, brzeg jaśniejszy i kłaczkowaty. Trzon nieco zwężający się ku górze, bez grzybni u podstawy, z białym, kłaczkowatym pierścieniem. Miąższ lekko zaczerwieniony, zapach kwaśny.
Bazydiospory 7–10 × (4–)5–6 µm z porami rostkowymi.

## Występowanie i siedlisko
Pieczarka purpurowobrązowa występuje w Ameryce Północnej, Europie, Azji, Australii i na Nowej Zelandii. W piśmiennictwie naukowym w Polsce do 2003 r. jedyne stanowisko tego gatunku podał Stanisław Domański (Lasy Łochowskie, 1997 r.). Rosła na pastwisku. W 2015 i 2020 r. podano następne stanowiska.
Występuje na suchych, trawiastych obszarach, takich jak trawniki, pastwiska i pobocza dróg.
Naziemny, grzyb saprotroficzny, smaczny grzyb jadalny.